# Platyphora
Platyphora is een geslacht van kevers uit de familie bladkevers (Chrysomelidae).
De wetenschappelijke naam van het geslacht werd in 1857 gepubliceerd door Johannes von Nepomuk Franz Xaver Gistel.

## Soorten
- Platyphora clara Daccordi, 1994
- Platyphora furthi Daccordi, 1994
- Platyphora guyana Daccordi, 1994
- Platyphora lesagei Daccordi, 1994
- Platyphora rileyi Daccordi, 1994
- Platyphora selva Daccordi, 1994
- Platyphora vidanoi Daccordi, 1994